# 1979 في تونس
فيما يلي قوائم الأحداث التي وقعت خلال عام 1979 في تونس.

## أحداث
- 4 نوفمبر – الانتخابات التشريعية التونسية 1979

## ظهور
- 1 يناير – أصحاب الكلمة مجموعة موسيقية تونسية ملتزمة.
- 1 يناير – ريالتي

## مواليد

### فبراير
- 18 فبراير – سعيدة الظاهري لاعبة جودو تونسية.

### أبريل
- 2 أبريل – وسام العابدي لاعب كرة قدم تونسي.

### يونيو
- 5 يونيو – مهدي مرياح لاعب كرة قدم تونسي.

### يوليو
- 3 يوليو – صابر بن فرج لاعب كرة قدم تونسي.
- 29 يوليو – عصام تاج لاعب كرة يد تونسي.

### أكتوبر
- 6 أكتوبر – يامن بن ذكري لاعب كرة قدم تونسي.
- 27 أكتوبر – رفيقة مرزوق لاعبة كرة يد تونسية.

### نوفمبر
- 20 نوفمبر – هند صبري ممثلة تونسية-مصرية.

## وفيات

### فبراير
- 6 فبراير – محمد الصالح بن مراد (مواليد 1881) صحفي تونسي.
- 18 فبراير – رضا بن عمار (مواليد 1926)

### مارس
- 18 مارس – صالح فرحات (مواليد 1894) سياسي تونسي.

### أبريل
- 12 أبريل – محمد علي عقيد (مواليد 1949) لاعب كرة قدم تونسي.

### نوفمبر
- 8 نوفمبر – عثمان كشريد (مواليد 1920) سياسي من تونس.